# Daniel Akpeyi
Daniel Akpeyi, född 3 augusti 1986 i Nnewi, är en nigeriansk fotbollsmålvakt som spelar för Kaizer Chiefs.
Akpeyi blev olympisk bronsmedaljör i fotboll vid sommarspelen 2016 i Rio de Janeiro.